# 잉골슈타트

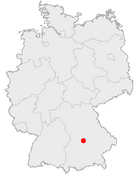
잉골슈타트의 위치

잉골슈타트(독일어: Ingolstadt)는 독일 남부 바이에른주에 있는 도시이다. 인구 122,359(2007).
뮌헨 북쪽 80km 지점의 다뉴브강 연안에 위치한다. 9세기 초 샤를마뉴의 문헌에 잉골트로 처음 언급되었다. 13세기에 시로서의 특권이 인정되었고, 1516년 시로 승격되었다. 바이에른공 루트비히 9세가 1472년 이 곳에 대학교를 세웠는데, 이는 현재 뮌헨에 있는 뮌헨 루트비히 막시밀리안 대학교이다. 대학이 잉골슈타트에 있을 당시에는 16세기 초 반종교개혁의 중심지였다. 17세기, 30년 전쟁 때 격전지였으며, 스웨덴의 구스타브 2세 아돌프에게 포위당했고, 틸리 백작 요한 체르클라에스가 전사하였다. 그러나 이를 계기로 스웨덴의 세력이 약화되었다. 당시 방어벽이었던 성은 현재 바이에른 군사박물관으로 되어 있다. 중세 시대의 대성당·대학·성곽·시청사 등이 남아 있다.
자동차 회사인 아우디의 본사와 공장이 있다.

## 인구
| 연도    | 인구    | ±%      |
| ------- | ------- | ------- |
| 1450    | 3,000   | —       |
| 1630    | 6,500   | +116.7% |
| 1871    | 13,157  | +102.4% |
| 1900    | 22,207  | +68.8%  |
| 1919    | 26,013  | +17.1%  |
| 1925    | 26,630  | +2.4%   |
| 1933    | 28,628  | +7.5%   |
| 1939    | 33,394  | +16.6%  |
| 1950    | 40,523  | +21.3%  |
| 1961    | 53,405  | +31.8%  |
| 1970    | 70,414  | +31.8%  |
| 1987    | 96,071  | +36.4%  |
| 2001    | 117,311 | +22.1%  |
| 2011    | 124,927 | +6.5%   |
| 2018    | 138,181 | +10.6%  |
| source: |         |         |